# Historia de Irlanda

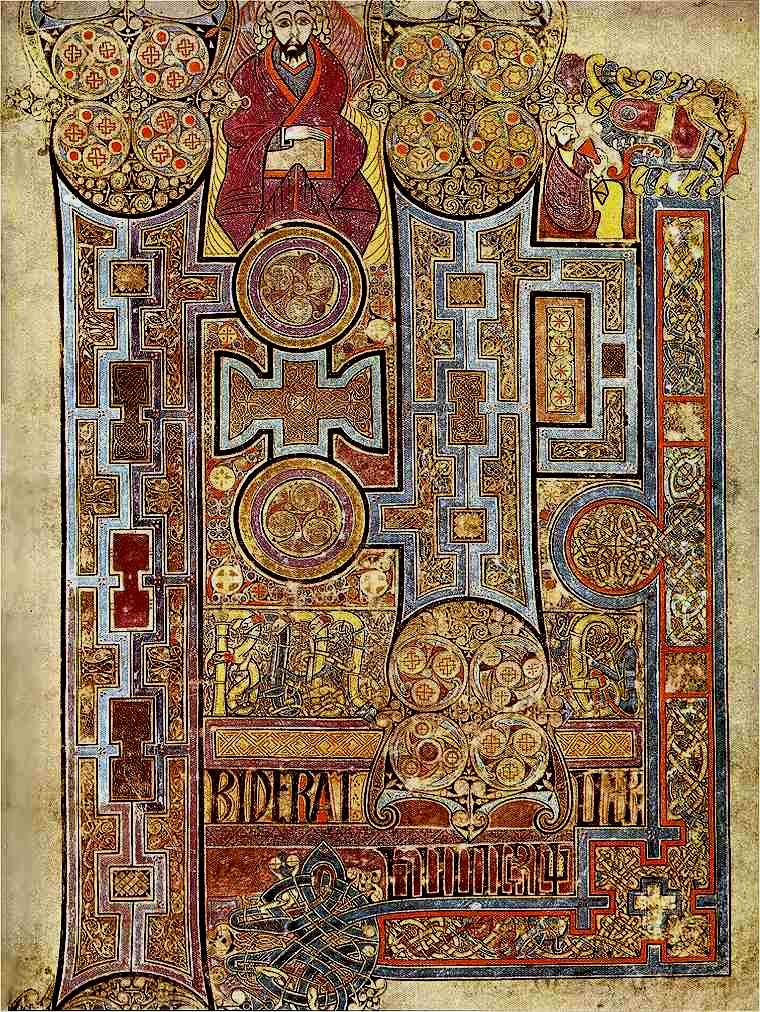
Página del Libro de Kells que exhibe el Evangelio de Juan.

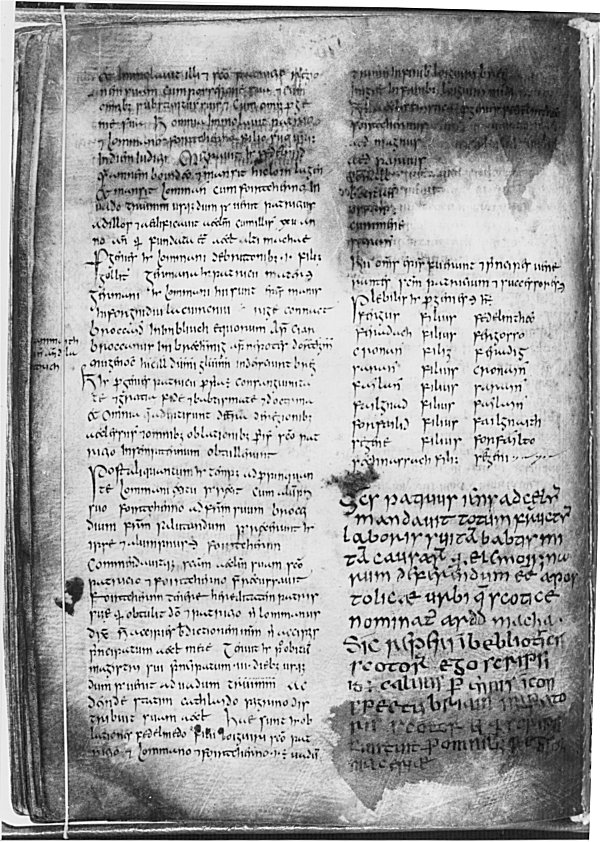
Página de texto del Libro de Armagh.

La historia de Irlanda anterior al cristianismo proviene de referencias encontradas en las antiguas escrituras romanas y libros de poesía irlandesa, así como en los mitos y los restos descubiertos por la arqueología. Sus primeros habitantes, pueblos de una cultura de mediados de la Edad de Piedra, o mesolítica, llegaron a la isla después del año 8000 a. C., cuando el clima se tornó más hospitalario tras el retroceso de los hielos polares.
Los Anales de los cuatro maestros, la cronología más extensa recopilada por frailes franciscanos entre 1632-1636, documentan las fechas entre el diluvio en 2242 a. C. y 1616 d. C., aunque se cree que las primeras entradas se refieren a fechas alrededor del 550 a. C.
El Libro de Armagh (en la biblioteca del Trinity College de Dublín, MS52), manuscrito irlandés del siglo IX, también conocido como Canon de Patricio o Liber Ar(d) machanus, contiene algunos de los más antiguos ejemplos de gaélico escrito. Se cree que perteneció a San Patricio y que, al menos en parte, fue obra de su puño y letra. Las investigaciones han determinado que al menos una parte, si no todo, fue obra de un copista llamado Ferdomnach de Armagh (fallecido en 845 o 846), quien escribió la primera parte del libro en 807 u 808.

## Era primaria
Hacia el 4000 a. C. se introdujo la agricultura desde el continente, llevando a los Pueblo irlandés|nativos una cultura neolítica, caracterizada por la aparición de gigantescos monumentos de piedra, los cuales en su mayoría fueron encontrados alineados de forma astronómica. A lo largo de esa época, la cultura resultó próspera y la isla se pobló con mayor densidad.
Durante la Edad de Bronce, alrededor del 2500 a. C., se produjeron elaborados ornamentos, así como armas de oro y de bronce. Una de las tradiciones más razonables que aparecen en el Libro de las invasiones irlandés, del siglo XIII a. C. dice:

Los milesios irlandeses de origen cretense huyeron a Siria pasando por Asia Menor, y desde allí navegaron hacia el Oeste hasta Getulia, en el Norte de África, y por fin, llegaron a Irlanda pasando por Brigantium en España

La Edad del Hierro está asociada con el pueblo celta, el cual se diseminó por Europa y Gran Bretaña a mediados del primer milenio antes de Cristo. Los celtas colonizaron la isla en una serie de oleadas entre los siglos VIII y I a. C.
Los gaélicos, la última ola de invasores celtas, la conquistaron y la dividieron en cinco reinos, en los cuales floreció, a pesar de los constantes conflictos, una rica cultura. La sociedad de estos reinos estaba dominada por druidas y sacerdotes que servían como educadores, así como médicos, poetas, videntes y legisladores.
Los romanos la denominaron Hibernia. En el año 100 d. C., el astrónomo griego Ptolomeo registró en detalle su geografía y sus tribus. Nunca fue parte formal del Imperio romano, pero la influencia romana se expandió ampliamente fuera de los límites formales del imperio. Tácito escribió que un príncipe irlandés exiliado se encontraba en Britania y que regresaría para recobrar el poder. Juvenal nos dice que las armas romanas han sido llevadas más allá de las costas de Irlanda. De haber invadido la isla, los romanos no dejaron demasiadas huellas. La exacta relación entre Roma y las tribus de Hibernia permanece sin esclarecer.
La tradición druida colapsó ante la introducción de la Nueva fe, y los eruditos irlandeses se especializaron en el aprendizaje del latín, hecho que provocó el pronto florecimiento de las prácticas cristianas en los monasterios. Se destacaron los monjes Columbano de Luxeuil y Kevin de Glendalough, que fueron canonizados. Enviaron misioneros a Inglaterra y al continente para difundir las noticias del Florecimiento del aprendizaje, y varios eruditos de otras naciones se acercaron a visitar los monasterios irlandeses.

## Alta Edad Media
Durante la Alta Edad Media, la excelencia y el aislamiento de estos monasterios ayudaron a preservar el aprendizaje del latín y al florecimiento de artes como la escritura, la metalurgia, y la escultura. Produjeron tesoros tales como el Libro de Kells, además de orfebrería ornamental y varias cruces talladas en piedra que pueblan la isla.

Reinos y tribus entre el siglo y comienzos del.

Esta edad dorada de la cultura irlandesa cristiana fue interrumpida en el siglo IX por doscientos años de guerras intermitentes con oleadas vikingas, las cuales saquearon monasterios y pueblos.
La era primaria cristiana desde 400 hasta 800 marcó grandes cambios en Irlanda.
Niall Noigiallach (fallecido en 450-455) sentó las bases de la hegemonía de la dinastía Uí Néill en la mayoría del centro, el norte y el oeste de Irlanda. Políticamente, el antiguo énfasis de afiliación tribal se reemplazó en el año 700 por el de patrilineal y de trasfondo dinástico. Muchas gentes y reinos poderosos desaparecieron. Los piratas irlandeses acosaron toda la costa occidental británica del mismo modo que los vikingos atacarían posteriormente a Irlanda. Algunos de éstos fundaron reinos completamente nuevos en Pictia, Gales y Cornualles. Se cree que las tribus denominadas Attacotti del sur de Leinster podrían incluso haber servido en la milicia romana entre mitad y finales del 300.
La tradición dice que en el año 432 San Patricio arribó a la isla y que, en años sucesivos, trabajó para convertir a los irlandeses al cristianismo. San Patricio preservó los patrones tribales y sociales de los nativos, codificando sus leyes y cambiando únicamente aquellas que entraban en conflicto con las prácticas cristianas. Se le acredita también el haber introducido el alfabeto romano, el cual permitió a los monjes irlandeses preservar partes de la extensa literatura oral celta.

## Intervención vikinga

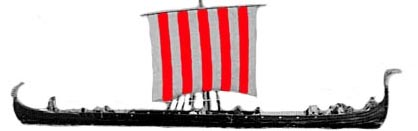
Drakkar, la típica embarcación vikinga.

Situación territorial en Irlanda entre mediados del siglo y principios del, con los asentamientos vikingos.

Thorgest (en latín Turgesius) fue el primer vikingo que fundó un reino en Irlanda. Subió por los ríos Shannon y Bann; y allí creó una provincia que abarcaba Úlster, Connacht y Meath, la cual duró desde 831 hasta 845, año en que fue asesinado por Máel Sechnaill mac Máele Ruanaid (Malachy), convirtiéndose este en el nuevo rey de la provincia.

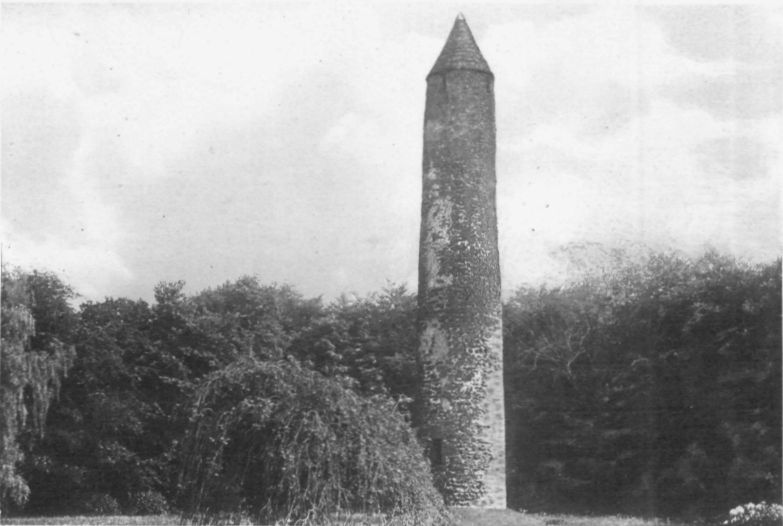
Torre irlandesa en Antrim.

En 848 Malachy, por entonces «rey supremo de Irlanda», derrotó a un ejército escandinavo en Sciath Nechtain. Sosteniendo que su lucha era aliada de la lucha cristiana contra los paganos, pidió apoyo al emperador Carlos el Calvo, aunque no obtuvo resultados.
En 852, los vikingos Ivar y Olaf desembarcaron en la bahía de Dublín y erigieron allí una fortaleza donde hoy se encuentra dicha ciudad (su nombre proviene del irlandés Án Dubh Linn, que significa Charco negro). De este modo, los vikingos fundaron varios pueblos en la costa y al cabo de varias generaciones surgió un grupo mixto de irlandeses y escandinavos (llamados Gall-Gaels, Gall, que en irlandés significa «extranjeros»). Esta influencia se ve reflejada en los nombres escandinavos de muchos reyes irlandeses contemporáneos (por ejemplo, Magnus, Lochlann y Sitric), así como en la apariencia de los residentes de estas ciudades costeras hasta la actualidad.

## Irlanda gaélica
En 914, una paz inestable entre los nativos y los escandinavos culminó en una extensa guerra. Los descendientes de Ivar Beinlaus establecieron una dinastía asentada en Dublín, desde donde tuvieron éxito en la posterior conquista del resto de la isla. Este reinado fue finalmente derogado por los esfuerzos conjuntos de Malachy, rey de Meath, y el famoso Brian Boru, quien posteriormente se convirtió en Rey Supremo de Irlanda.

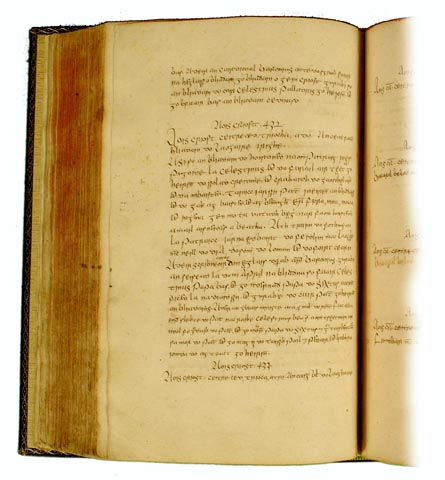
Entrada del 432 d.C. en los Anales de los cuatro maestros, cronología de la historia de Irlanda recopilada por monjes franciscanos.

Una teoría popular postula que las afamadas torres irlandesas fueron creadas para guarecerse de los ataques vikingos. Si un vigía instalado en la torre avistaba una fuerza vikinga, la población local (o al menos el clérigo) entraba y usaba una escalera que se podía levantar desde dentro. Las torres podrían haber sido usadas para almacenar reliquias religiosas y demás.
Beltane o Bealtaine (en irlandés ‘Buenfuego’) era un antiguo día festivo irlandés que se celebraba el 1 de mayo. Para los celtas, Beltane marcaba el comienzo de la temporada del verano pastoral, cuando las manadas de ganado se llevaban hacia los pastos de verano y a las tierras de pasto de las montañas. En irlandés moderno Mi na Bealtaine (mes de Bealtaine) es el nombre del mes de mayo. A menudo, se abrevia el nombre del mes como Bealtaine, conociendo al día festivo como Lá Bealtaine. Una de las principales actividades de la festividad consistía en encender hogueras en las montañas y colinas con un ritual y significado político en Oidhche Bhealtaine (La víspera de Bealtaine). En gaélico escocés moderno, se usa solo Lá Buidhe Bealtaine (el día amarillo de Bealltain) para describir el primer día de mayo.
Durante la mayor parte de este período, Irlanda fue un mosaico de clanes y tribus organizados en torno a cuatro provincias históricas que competían continuamente por el dominio del territorio y los recursos: Leinster (en irlandés: Laighin), Connacht (en irlandés: Connachta), Munster (en irlandés: An Mhumhain) y Úlster (en irlandés: Cúige Uladh).
A finales del siglo XII se produjo la conocida invasión normanda, que situaría a una parte importante de la isla bajo el poder de la nobleza cambro-normanda. Esta zona controlada por los invasores recibió el nombre de Señorío de Irlanda. Sin embargo, durante los siglos siguientes, la Irlanda gaélica recuperaría terreno, bien mediante la conquista, o mediante la asimilación cultural de los recién llegados. A finales del siglo XV, únicamente una pequeña franja de terreno en torno a Dublín (conocida como «La Empalizada») quedaba fuera de la influencia gaélica.

## Intervención inglesa
Al principio Irlanda estuvo dividida políticamente en pequeños reinos. Durante la segunda mitad del primer milenio emergió un reino nacional como poder concentrado en las manos de tres dinastías regionales pujando por el control total de la isla. Luego de perder la protección de Muirchertach MacLochlainn, un rey de Irlanda asesinado en 1166, una de las dinastías de Leinster llamada Diarmuid MacMorrough (fue el rey de Leinster.) decidió invitar a un caballero normando para que les asistiera contra sus rivales locales. Esta invitación a Ricardo de Clare provocó consternación al Rey Enrique II de Inglaterra, quien, temiendo la creación de un Estado normando rival, invadió Irlanda para imponer su autoridad. Este hecho provocó el fin de los «Reyes Supremos Irlandeses» y comenzó el periodo que culminó con ocho siglos de dominación inglesa sobre la isla, convirtiendo así a Dermot MacMurrough en el traidor más notorio de la historia de Irlanda.
Por el poder que le concedía la bula papal Laudabiliter, el 18 de octubre de 1171, Enrique desembarcó con una gran flota en Waterford, convirtiéndose en el primer rey inglés en pisar territorio irlandés. Tanto Waterford como Dublín fueron proclamadas «Ciudades Reales». Enrique otorgó sus territorios irlandeses a su hijo menor, Juan, con el título de Señor de Irlanda. Cuando Juan sucedió inesperadamente a su hermano como rey de Inglaterra, Irlanda pasó directamente a la Corona inglesa.
Los cambro-normandos controlaron inicialmente gran parte de la isla, pero con el correr del tiempo los irlandeses nativos recobraron parte del territorio de las afueras de La Empalizada (The Pale, una región de autoridad inglesa que rodeaba Dublín). No obstante, los señores cambro-normandos terminaron por adoptar el idioma y costumbres irlandesas, llegando a ser conocidos como «más irlandés que los irlandeses» (del latín hiberniores hibernis ipsis). Debido a la práctica de la exogamia, sus descendientes se convirtieron en hiberno-normandos, los cuales terminaron por ser conocidos como «Viejos ingleses».
En 1259, una mezcla de clanes noruego-gaélicos formaron un ejército de mercenarios anglicanizados como Gallowglass (del irlandés «Gallóglaigh») que significa «soldados forasteros». Se conserva un «Expediente de Servicio Gallowglass» bajo el mando irlandés, cuando el príncipe Aed O'Connor de Connaught recibió una dote de 160 guerreros escoceses de la hija del rey de las islas Hébridas. En 1512 se informó que había 59 grupos a través del país bajo el control de la nobleza irlandesa. Aunque inicialmente eran mercenarios, con el paso del tiempo se asentaron y sus filas llegaron a ocuparse con irlandeses nativos.
Durante los siglos sucesivos se aliaron con los irlandeses indígenas en conflictos políticos y militares contra Inglaterra y permanecieron siendo en su gran mayoría católicos tras la reforma protestante.
Uno de los personajes de la narración arturiana con mayor influencia durante el periodo medieval del país fue Isolda, conocida también como «Isolda la bella» e «Isolda la justa», princesa, hija del rey irlandés Anguish y de Isolda, la reina madre. Y en tercer lugar «Isolda la de las manos blancas», hija del rey «Hoel de Bretaña», hermana de «Sir Kahedin», y finalmente esposa de «Sir Tristán», uno de los caballeros de la mesa redonda.

## Irlanda moderna

### Conquista y rebelión
En 1536 Enrique VIII de Inglaterra decidió conquistar Irlanda para que estuviera sometida a la corona de forma fáctica y no simplemente nominal. La dinastía Fitzgerald de Kildare había sido la que gobernaba Irlanda efectivamente desde que se emitió la Bula Papal en 1171, y además se oponía constantemente a los monarcas de la dinastía Tudor, incluso llegaron a traer tropas burgundias a Dublín para apoyar a Lambert Simnel, pretendiente a la Corona inglesa en 1487. En 1536, Silken Thomas Fitzgerald inició una rebelión abierta contra la corona.
Desde los tiempos del señorío original en el siglo XII, Irlanda poseía su propio Parlamento bicameral, compuesto por una Cámara de los comunes y una Cámara de los lores. Sin embargo, este fue restringido durante la mayor parte de su existencia, tanto en términos de membresía (con exclusión de católicos) como en poderes, especialmente por la Ley de Poyning de 1494, la cual prohibía la introducción de nuevos proyectos de ley al parlamento irlandés sin la aprobación previa del Privy Council (consejo privado de la realeza) inglés.
Tras sofocar la rebelión, Enrique VIII decidió que era necesario que Irlanda estuviera bajo el control y vigilancia de Inglaterra, para evitar que la isla se convirtiera en fuente de futuras rebeliones o que decidiese invadir Inglaterra. En 1541 elevó el estatus de Irlanda de señorío (como lo estipulaba la bula papal) al de reino, siendo proclamado Rey de Irlanda por el parlamento irlandés, el primero en la historia en donde asistieron los señores gaélico-irlandeses y la aristocracia hiberno-normanda.
Una vez que las instituciones de gobierno irlandesas estuvieron en paz, Enrique VIII pudo iniciar la conquista del territorio de forma fáctica. Este proceso tomó alrededor de un siglo, en el que un gran número de administradores ingleses debieron hacer frente tanto a negociaciones como a hostilidades por parte de los irlandeses independentistas y los descendientes de los antiguos señores feudales ingleses que estaban establecidos en la isla. La Armada Española de Irlanda sufrió enormes derrotas y fue destruida tras una fuerte tormenta en 1588, donde solo sobrevivió el capitán Francisco de Cuellar, quien escribió con lujo de detalle los hechos ocurridos en Irlanda.

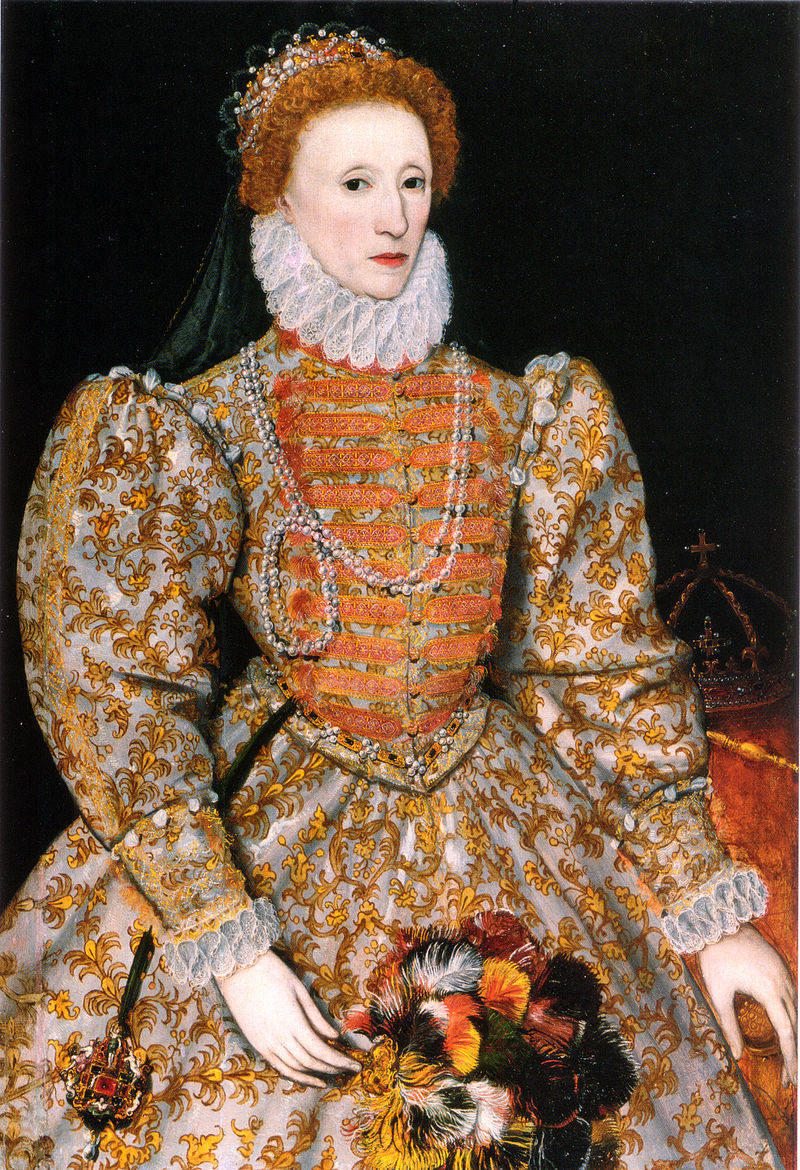
Retrato de Isabel I

La reforma protestante, durante la cual Enrique VIII de Inglaterra rompió con la autoridad papal (1536), cambió fundamentalmente a Irlanda. Mientras que Enrique VIII separó el catolicismo inglés de Roma, su hijo Eduardo VI de Inglaterra fue más allá, rompiendo definitivamente con la doctrina papal. En tanto que los ingleses, galeses y escoceses aceptaron el protestantismo, los irlandeses permanecieron católicos, un hecho que determinaría su relación con el Estado británico durante los 400 años siguientes.
La reconquista de Irlanda finalizó durante los reinados de Isabel I de Inglaterra y Jacobo I a través de una gran serie de conflictos, como las Rebeliones de Desmond y la guerra de los Nueve Años. Una serie de leyes penales discriminaron toda fe cristiana con excepción de la establecida Iglesia de Irlanda (anglicana). Las principales víctimas de estas leyes fueron los católicos y, en menor grado, los presbiterianos. Fue en este momento cuando las autoridades inglesas en Dublín pudieron establecer un control real sobre Irlanda, eliminando por primera vez a las élites locales irlandesas. A pesar de esto, Inglaterra jamás pudo convertir a los irlandeses católicos al protestantismo. La incapacidad de los ingleses para convertir a los irlandeses, así como las medidas coercitivas extremas, provocaron que siempre hubiera intentos de liberación y resentimiento con la Corona inglesa.
Entre 1569 y 1573 tuvieron lugar las rebeliones de Desmond en el sur de la provincia de Munster (Desmond es el nombre que usaban los ingleses para la palabra gaélica Deasmumhain, que significa "Sur de Munster"). Las rebeliones fueron organizadas por la dinastía de la familia Fitzgerald del Conde de Desmond y sus aliados, los Butlers de Ormonde contra los esfuerzos del gobierno isabelino inglés por extender su dominio a la provincia de Munster. Al comienzo, eran rebeliones de lores feudales que querían independizarse de su monarca, pero también tenían un matiz de conflicto religioso entre católicos y protestantes. Como resultado, las rebeliones acabaron con la dinastía Desmond y la posterior colonización de Munster por parte de los colonizadores ingleses.
En 1594, estalló la guerra de los Nueve Años irlandesa (en irlandés Cogadh na Naoi mBliana), también conocida como la Rebelión de Tyrone, y finalizó en 1603. Este conflicto no debe confundirse con la guerra de los Nueve Años de 1690, parte de la cual se desarrolló también en Irlanda. El conflicto enfrentó a una coalición gaélica encabezada por Hugh O'Neill y Red Hugh O'Donnell al gobierno inglés isabelino. Se libraron batallas en todas las partes del país, pero el escenario principal fue el norte de la provincia del Úlster. La guerra finalizó con la derrota de los caciques irlandeses, que partieron al exilio en el evento conocido como «Fuga de los Condes», y la posterior colonización del Úlster.

### Guerras y leyes penales
A principios del siglo XVII, protestantes escoceses e ingleses fueron enviados como colonos al centro de la isla, a los condados de Laois y Offaly y a las provincias de Munster y Úlster. La conquista continuó por conciliación y represión durante 60 años hasta 1603, cuando el país entero llegó a estar bajo el poder nominal de Jaime I, ejercido a través de su consejo privado en Dublín. Control que se perfeccionó hasta la «Fuga de los Condes» en 1607. Por la imposición de la ley inglesa, la conquista se complicó, también, por la extensión de la reforma protestante en la lengua y la cultura. El Imperio español intervino varias veces en el marco de la Guerra anglo-española (1585-1604), y los irlandeses se encontraron atrapados entre su aceptación generalizada de la autoridad del Papa y los requerimientos de lealtad al monarca de Inglaterra e Irlanda.
A partir de 1639 comienzan las llamadas Guerras de los tres reinos, una sucesión de conflictos interconectados que se sucederían en Escocia, Irlanda e Inglaterra hasta 1651, entre los que se incluye también la guerra civil inglesa, en la que intervinieron tropas irlandesas. Las guerras estallaron con la rebelión del 22 de octubre de 1641, cuando los nativos se declararon en insurrección contra el dominio de sus tierras por parte de los ingleses. En 1642 los rebeldes organizaron su propio gobierno, conocido como la Confederación de irlandeses católicos que duró hasta la reconquista de 1649 cuando Oliver Cromwell derrotó a los católicos. Después de la guerra, casi todas sus tierras fueron confiscadas y concedidas a los protestantes. Además, la guerra, el hambre y las enfermedades causaron la muerte de hasta una tercera parte de la población.
Irlanda jugó un rol crucial en la Revolución Gloriosa de 1689, cuando el católico Jacobo II fue depuesto por el parlamento y reemplazado por Guillermo de Orange. Jacobo II y Guillermo lucharon por el trono inglés, escocés e irlandés, enfrentándose en la batalla del Boyne en 1690. Los católicos (Jacobitas) lucharon del lado de Jacobo II, porque creían que el rey les devolvería las tierras que les habían sido confiscadas en la época de Cromwell. Los protestantes (Guillermitas) eligieron a Guillermo para que protegiese sus tierras, su religión y el poder en el país. Aunque Guillermo ganó la batalla, la guerra continuó hasta la batalla de Aughrim en 1691, cuando el ejército católico fue aplastado por los Guillermitas.

### El Acta de Unión y el Reino Unido de Gran Bretaña e Irlanda
Hacia fines del siglo XVIII la mayoría de dichas restricciones fueron retiradas, en parte a través de una campaña dirigida, entre otros, por Henry Grattan. Sin embargo, en 1800 el parlamento irlandés aprobó el Acta de Unión, la cual fusionó el Reino de Irlanda con el Reino de Gran Bretaña (en sí mismo una fusión de Inglaterra y Escocia en 1707) para crear el Reino Unido de Gran Bretaña e Irlanda. Durante el siglo XVIII, la mayoría de los habitantes de Irlanda eran campesinos católicos, que eran muy pobres e inertes políticamente. Muchos de sus líderes se convirtieron al protestantismo para evitar las sanciones económicas y políticas. Sin embargo, hubo un creciente despertar católico; a su vez, había dos grupos de protestantes, los presbiterianos de Úlster, al norte, los cuales vivían con mejores condiciones económicas pero sin poder político, y los anglicanos de la Iglesia de Irlanda, que vivían en Dublín y eran dueños de la mayor parte de las tierras de cultivo, las cuales eran labradas por campesinos católicos.
El antagonismo irlandés hacia Inglaterra se vio agravado por la situación económica de Irlanda en el siglo XVIII. Algunos propietarios ausentes gestionan sus fincas de forma ineficiente, y los alimentos tendían a producirse para la exportación y no para el consumo interno. Después de dos inviernos muy fríos, cerca del final de la Pequeña Edad de Hielo, y que la llevaron directamente a una hambruna entre 1740 y 1741, en la cual murieron alrededor de cuatrocientas mil personas por la hambruna y causó que más de ciento cincuenta mil irlandeses tuvieran que abandonar la isla y refugiarse en las Trece Colonias. Además, las exportaciones irlandesas se redujeron debido a las Actas de Navegación de la década de 1660, que colocaban los aranceles sobre los productos irlandeses que entran a Inglaterra en costos exorbitantes, mientras que las mercancías inglesas estaban exentas de los aranceles sobre la importación de productos a Irlanda. A pesar de esto la mayor parte del siglo XVIII fue relativamente pacífica en comparación con los dos siglos anteriores, y la población se duplicó a más de cuatro millones a pesar de la hambruna.
En el siglo XVIII la clase dominante anglo-irlandesa había comenzado a ver a Irlanda, no Inglaterra, como su país de origen. Una facción parlamentaria encabezada por Henry Grattan, alegaba una relación comercial más favorable con Gran Bretaña y una mayor independencia legislativa para el Parlamento Irlandés. Sin embargo, la reforma en Irlanda se estancó debido a las propuestas más radicales de emancipación propuestas por los católicos irlandeses radicales. La reforma se produjo parcialmente en 1793, pero los católicos no podían ser miembros del Parlamento Irlandés o funcionarios de gobierno. Algunos católicos irlandeses comenzaban a sentirse atraídos por los ideales de la Revolución francesa de 1789. Debido a esto los católicos comenzaron a ser perseguidos.
Presbiterianos y disidentes también enfrentaron la persecución, pero en menor escala que los católicos. En 1791 un grupo de protestantes, todos anglicanos disidentes, excepto dos que eran presbiterianos, organizó la primera reunión de lo que se pasaría a ser la Sociedad de los Irlandeses Unidos. Originalmente buscaron reformar el Parlamento Irlandés, el cual era controlado por individuos pertenecientes a la Iglesia Anglicana del Estado; buscar la emancipación católica; y ayudar a eliminar la religión de los asuntos de la política. Cuando sus ideales parecían inalcanzables se volvieron más decididos a usar la fuerza para derrocar el dominio británico y fundar una República no sectaria. Su actividad culminó con la rebelión irlandesa de 1798, la cual fue reprimida sangrientamente.
Irlanda era un reino independiente gobernado por el rey Jorge III, quien estableció la política de Irlanda a través de su nombramiento del Lord teniente de Irlanda o virrey. En la práctica, los virreyes vivían en Inglaterra y los asuntos de la isla fueron en gran parte controlados por un grupo de élite de los protestantes irlandeses conocidos como "los sepultureros". El sistema cambió en 1767, con el nombramiento de George Townshend, quien ejerció el cargo de 1767-72 y se encontraba en su residencia en el Castillo de Dublín. Townsend tenía el apoyo tanto del Rey como del gabinete británico en Londres, por lo que todas las decisiones importantes se hacían básicamente en Londres. La asamblea se quejó, y obtuvo una serie de leyes nuevas en la década de 1780 que otorgó al Parlamento Irlandés independencia y eficacia del Parlamento británico, aunque todavía bajo la supervisión del rey y su Consejo Privado. Esta forma de gobierno se preservó hasta la rebelión de 1798, cuando se tomó la decisión de crear el Acta de Unión, que entró en vigor en 1800, terminando con la era Parlamentaria y unificando los parlamentos de Inglaterra, Escocia e Irlanda en uno solo.

## Historia contemporánea de Irlanda

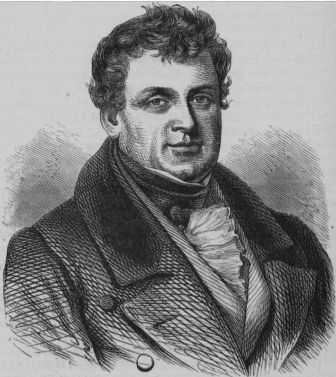
Daniel O'Connell.

En 1800, los parlamentos de Irlanda y de Gran Bretaña decidieron unirse en lo que se denominó el Acta de Unión. Ese año se eliminó la legislatura irlandesa y emergió el Reino Unido de Gran Bretaña e Irlanda. Después de un fallido intento, la ley que promulgaba la unión fue finalmente sancionada en el parlamento irlandés, si bien tras un soborno masivo a los miembros de ambas cámaras, a quienes les fueron otorgados títulos de nobleza británicos, tierras y otras prebendas.
Parte de la atracción de la Unión para los católicos fue que prometía la abolición de las leyes penales que discriminaban en su contra y otorgaba su emancipación civil y participación en el parlamento británico con 100 comunes. Sin embargo, el rey Jorge III bloqueó dicha emancipación con el argumento de que este acto iría en contra de su juramento de defender la Iglesia de Inglaterra. Sin embargo, bajo el liderazgo de Daniel O'Connell dicha emancipación se logró en 1829, lo cual permitió a los católicos formar parte del parlamento. Más tarde, O'Connell trató de restaurar un gobierno irlandés independiente, rechazando el Acta de la Unión, lo cual no logró.

## La Gran hambruna
Durante el siglo XIX Irlanda experimentó alzas y bajas en el plano económico; desde un "boom" durante las guerras napoleónicas bajando a severas crisis entre las que se cuentan una serie de hambrunas, de las que la peor, fue la acaecida entre 1846-1848, en la cual un millón de personas murieron, y otro millón se vio obligado a emigrar.
Los problemas económicos provenían principalmente de lo pequeño que eran el tamaño de las tierras cultivadas. De hecho, la ley, y la tradición social causaron el problema; al conceder a todos los hijos ser herederos de iguales porciones de tierra, lo cual ocasionaba una continua reducción del tamaño de las huertas. Al punto que una cosecha de patatas era únicamente suficiente para alimentar una familia y solamente podía recogerse una vez al año. Además, existían muchas tierras mal administradas por latifundistas que estaban ausentes la mayor parte del año.
Cuando en 1846 se produjo una plaga que arruinó la cosecha de patata, la mayor parte de la población rural se quedó sin alimentos. Lamentablemente, los políticos británicos, como el primer ministro Robert Peel, seguían en aquel entonces una estricta política de "laissez-faire", la cual estaba en contra de cualquier intervención del estado en materia económica. Mientras se recaudaban enormes sumas de dinero por individuos para socorrer a las víctimas de esta catástrofe, la Reina Victoria solamente aportó el equivalente de 100 000 dólares. La situación fue tan grave que provocó la desaparición de obreros del campo.
La hambruna produjo la primera emigración masiva a los Estados Unidos, y también a Inglaterra, Escocia, Canadá y Australia. Esto, a su vez, ocasionó una larga e influyente diáspora, particularmente en los Estados Unidos, en donde se financió y apoyo el movimiento independentista irlandés. En 1858, se creó el movimiento independentista Hermandad Republicana Irlandesa (IRB) (también conocidos "Fenianos"), una organización secreta dedicada a la rebelión armada en contra de los británicos. Sin embargo, a pesar del apoyo que recibía desde los Estados Unidos, en aquella época, el movimiento separatista tenía poca fuerza.
Después de la hambruna, los campesinos iniciaron una lucha para lograr derechos de posesión y distribución de tierras. El origen del conflicto estriba en que desde el siglo XVII, los terratenientes irlandeses eran principalmente protestantes, descendientes de ingleses y con una fuerte identidad británica. Los irlandeses reclamaban que la tierra había sido injustamente robada a sus ancestros y concedida a los ingleses de ascendencia protestante durante la conquista del país por parte de Inglaterra.
La Liga Irlandesa de la Tierra se formó para defender los intereses de los agricultores, siendo Michael Davitt y Charles Stewart Parnell unos de sus principales dirigentes. La táctica más efectiva fue el boicot (esta palabra tiene su origen en este conflicto) que los irlandeses aplicaron a los terratenientes de origen inglés, llegando con frecuencia a la violencia. Bajo el gobierno del primer ministro británico Benjamin Disraeli, Davitt y Parnell fueron apresados temporalmente, llegando a ser acusados de ser responsables de la violencia desatada. El nuevo gobierno de William Gladstone, sin embargo, logró contener dicha violencia expandiendo los derechos de los agricultores en la posesión de tierras y en la compra de éstas a los terratenientes anglo-irlandeses. Esto ocasionó una gran masa de pequeños terratenientes y disipó el poder que hasta entonces tenían las clases más privilegiadas de anglo-irlandeses. Sin embargo, no disipó los sentimientos nacionalistas de los irlandeses tal y como esperaba el gobierno británico.

## Movimiento hacia la Autonomía
Hasta la década de los 1870, los irlandeses elegían a los miembros del Parlamento británico entre los miembros de los partidos políticos de Gran Bretaña. Una significante minoría también eligió a los partidarios de la Unión, que resistían ferozmente cualquier cambio en el Acta de la Unión. En esa década un abogado conservador y exmiembro de la Orden de Orange, Isaac Butt, estableció un nuevo movimiento llamado Liga de la Autonomía. Después de su muerte, William Shaw y un joven y radical terrateniente protestante llamado Charles Stewart Parnell convirtieron la Liga en un partido político llamado Partido Parlamentario Irlandés, el cual se convirtió en una dominante fuerza política, dejando al lado a los antiguos partidos Liberales, Conservadores y Unionistas. La fuerza del nuevo partido se hizo evidente en las elecciones de 1880, en las que ganó 63 escaños en el parlamento. En 1885 incrementó esta cifra a 86 escaños. Parnell atrajo diversas corrientes, desde los terratenientes conservadores a los liberales de la Liga de la Autonomía. Estos últimos abogaban por la reforma de la tenencia de las tierras, por cuanto la mayoría eran latifundios de los cuales eran dueños aristócratas quienes arrendaban las tierras a los pequeños agricultores.
A pesar de que Parnell abogaba por una Irlanda gobernada autónomamente dentro del Reino Unido, en contraste con la posición de O'Connell —que era rechazar totalmente el Acta de la Unión—, encontró también fuerte oposición de una minoría significativa de unionistas, principalmente, pero no enteramente, residentes en Úlster. Estos temían que un Parlamento en Dublín controlado por los católicos y nacionalistas los discriminara y que impusiera tarifas sobre el comercio con Gran Bretaña. Hay que considerar que si bien la mayor parte de Irlanda era agrícola, en Úlster, al noroeste de Irlanda, se concentraba la industria pesada de la isla y se vería afectada por cualquier restricción sobre el comercio con Gran Bretaña.
En 1886 y 1893 el gobierno liberal de William Gladstone introdujo dos proyectos de ley para otorgar autonomía a Irlanda, pero ninguno de ellos fue exitoso. En 1912 otro proyecto similar fue aprobado por la Cámara de los Comunes, pero rechazado por la Cámara de los Lores. Sin embargo, esta Cámara había perdido su poder de vetar leyes y solo podía posponer su aprobación dos años. Durante este periodo la amenaza de guerra civil se cernía sobre Irlanda con la creación de los Voluntarios del Úlster en el norte y los Voluntarios Irlandeses en el sur. Estos dos grupos se armaron fuertemente importando miles de rifles y munición desde la Alemania Imperial. En 1914 la Cámara de los Comunes finalmente adoptó la autonomía, pero el estallido de la Primera Guerra Mundial significó que el proyecto de ley fue pospuesto por la duración de la guerra. Los Voluntarios del Úlster y gran parte de los Voluntarios Irlandeses se unieron al ejército británico y sufrieron considerables bajas. Ambos bandos pensaban que Londres los favorecería después de la guerra.
Hasta 1918, el Partido Parlamentario Irlandés era la fuerza política dominante. Sin embargo, el escándalo que ocasionó la acusación de que Parnell, el dirigente político más popular en Irlanda, había vivido varios años con la esposa de uno de sus correligionarios y miembro del parlamento, dio pie a que el Partido Pro-Unión forzara al primer ministro británico W.E. Gladstone a que abandonara sus esfuerzos en favor de la autonomía mientras el "adúltero" Parnell fuera el líder del IPP. Esto ocasionó también una profunda división entre los partidarios de Parnell y los oponentes.

## Separatismo militante

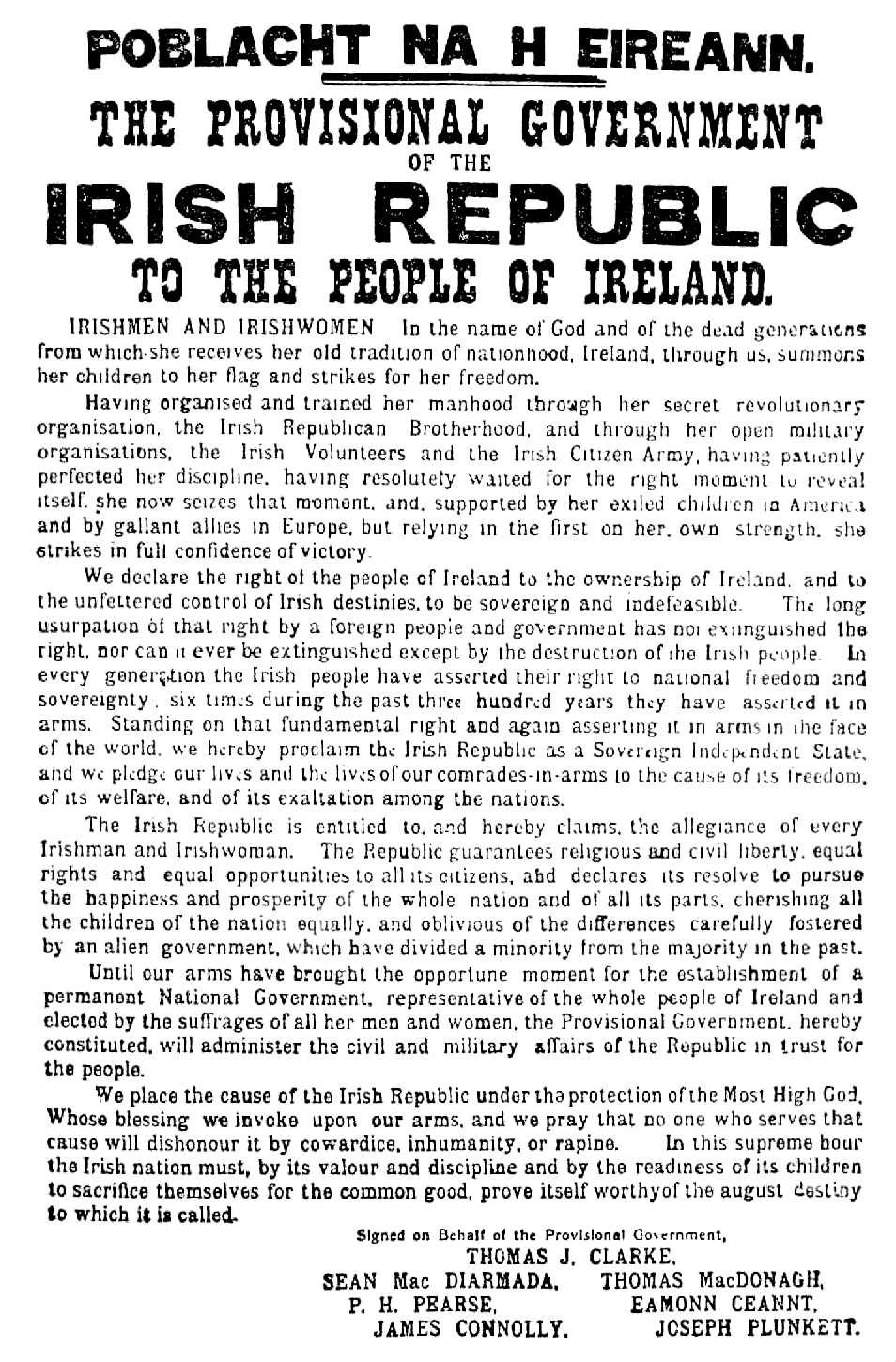
La Proclamación de Pascua
Fue protagonizada por los líderes del Alzamiento de Pascua.

En 1916, una pequeña banda de nacionalistas intentó llevar a cabo una rebelión que se llamó la Rebelión de Pascua bajo el liderazgo de Padraig Pearse y James Connolly. La rebelión no fue bien acogida al principio en los medios nacionalistas del país, considerando que había un número considerable de irlandeses en las tropas británicas que luchaban en Europa. De hecho algunos periódicos pedían la ejecución de Pearse y demás dirigentes de la rebelión. Sin embargo, fue precisamente la ejecución sumaria de dirigentes rebeldes que llevaron a cabo lo que promovió la ola de simpatía por ellos y su causa.
El gobierno británico erróneamente acusó a Sinn Féin (en aquel entonces un pequeño partido monárquico con poco respaldo popular) como los promotores de la rebelión. Este error resultó caro, pues los que sobrevivieron a la rebelión, muy notablemente Éamon de Valera, al regresar de su encarcelamiento en Inglaterra, se unieron en gran número al partido y radicalizaron su posición.
Hasta 1917 Sinn Féin abogaba por una monarquía en donde Irlanda y Gran Bretaña compartiesen el mismo rey, al estilo del Imperio austrohúngaro. Sin embargo, debido a la disidencia entre monárquicos y republicanos, el partido decidió promover la causa de la independencia, dejando a los irlandeses elegir, una vez obtenida ésta, votar por la república o por la monarquía, entendiéndose que en esta última el rey no pertenecería a la casa real británica.
Durante 1917 y 1918, Sinn Féin y el Partido Parlamentario Irlandés se envolvieron en una batalla electoral inconclusa, pues se alternaron en ganar unas elecciones y perder otras. La balanza se inclinó finalmente a favor de Sinn Féin cuando el gobierno británico trató de imponer una ley de reclutamiento militar, sin considerar el aporte voluntario que había hecho Irlanda al ejército británico. Ante esta situación inclusive el PPI se vio obligado a retirar sus legisladores del Parlamento de Westminster.
En diciembre de 1918, en una elección general, Sinn Féin obtuvo 73 escaños de los 105 que le correspondían a Irlanda. Sin embargo, los nuevos parlamentarios rehusaron sentarse en el Parlamento británico. En su lugar se reunieron en la Mansion House de Dublín estableciendo el Dáil Éireann o parlamento revolucionario irlandés. A continuación proclamaron la República Irlandesa e intentaron establecer un sistema de gobierno.

## Guerra de Independencia
En el periodo de 1919 a 1921, el Ejército Republicano Irlandés (IRA) luchó en guerra de guerrillas contra el ejército británico y las unidades paramilitares conocidas como Black and Tans (Negros y Quemados). Ambos bandos desarrollaron una lucha brutal; los Black and Tans quemaban pueblos completos y torturaban a los civiles. El IRA, por su parte, mataba a aquellos civiles que sospechaba que ayudaban o eran informantes de los británicos o destruían lugares históricos en respuesta a los ataques de los británicos contra las casas de los republicanos, reales o sospechosos. Esta lucha se denominó "Guerra de Independencia" o "Guerra Anglo-Irlandesa".
En 1920 se publicó una nueva ley que pretendía dividir a Irlanda en dos regiones autónomas: Irlanda del Norte e Irlanda del Sur. La Irlanda del Norte se constituyó sólidamente, pero no así la del Sur, la cual fue boicoteada por los nacionalistas y nunca llegó a tomar la forma de un gobierno real. Finalmente se llamó a un cese del fuego y las negociaciones entre los irlandeses y los británicos produjeron el Tratado anglo-irlandés. Bajo este tratado a Irlanda del Sur y Occidental se le daba un carácter autónomo que excedía las exigencias de Parnell y del Partido Parlamentario Irlandés, adoptando una forma de gobierno y autonomía similar a la del Dominio de Canadá.
Irlanda del Norte quedaba formando parte del Reino Unido, con representación en el parlamento de Londres. Se nombró una comisión para establecer las líneas fronterizas entre Irlanda del Norte, también llamada Úlster (aunque en rigor esta región está constituida por solo seis de los nueve condados del Úlster histórico), y el nuevo estado irlandés.

## Guerra Civil (1922-1923)
El parlamento (Dáil) aprobó el Tratado Anglo-Irlandés en diciembre de 1921. Bajo el liderazgo de Michael Collins, se estableció el Estado Libre Irlandés, un nuevo ejército para reemplazar al IRA y un cuerpo nuevo de policía o Guardia Civil (llamada Garda Síochána) que reemplazó a uno de los cuerpos existentes, la Royal Irish Constabulary. La segunda, la Policía Metropolitana de Dublín, se fusionó con la Gardaí algunos años después.
Sin embargo, una minoría liderada por Éamon de Valera se oponía al tratado alegando que este no creaba una verdadera república independiente, que imponía un Juramento de Obediencia y Fidelidad a la Corona por parte de los parlamentarios y que contemplaba la partición del país. De Valera y sus partidarios se retiraron del Parlamento y una parte del IRA ocupó algunos edificios públicos en Dublín para denunciar la firma del tratado. Finalmente, después de unas elecciones en las que ganó el Partido pro-tratado, el nuevo Ejército de Irlanda atacó a los republicanos amotinados en Four Courts, en Dublín, el 22 de junio de 1922, lo que dio inicio a la guerra civil irlandesa entre los partidarios del Tratado y los que estaban en contra. Los republicanos (contrarios al tratado), que mantuvieron el nombre de IRA, continuaron luchando en forma de guerrilla durante nueve meses más, hasta mayo de 1923, cuando Frank Aiken, su líder, ordenó entregar las armas declarando una tregua. Esta guerra civil provocó más bajas que la Guerra anglo-irlandesa, incluidos importantes líderes políticos como Michael Collins, Liam Lynch, Cathal Brugha. Además, dividió profundamente al país, al punto de que dicha división todavía persiste.

## Constitución e independencia de Irlanda (1937)
En 1937 se adoptó por referéndum la Constitución de Irlanda, en la que se estableció un estado independiente basado en un sistema de democracia representativa, y garantizaba ciertos derechos fundamentales. La nueva denominación de Irlanda era Éire.
A pesar de la aprobación de la constitución, el conflicto por la división de Irlanda del Norte, que permanecía unida a Inglaterra, e Irlanda del Sur independiente sigue sin resolverse.

## Problemas económicos y sociales
La sociedad irlandesa del siglo XIX era fundamentalmente agrícola, la Revolución industrial que vivió Inglaterra no llegó a la isla y las tierras eran propiedad de ingleses debido a las políticas de expropiación que llevaron a cabo para colonizarlas.
En 1800, se firmó el Acta de Unión, que supuso la alianza política de Gran Bretaña y la isla de Irlanda, creando así el Reino Unido. Se suprimió el parlamento irlandés y se les otorgó 100 escaños en el Parlamento de Westminster para representarse. Sin embargo, a pesar de que la mayoría de la población irlandesa era católica, hasta 1829 la ley impidió que ningún católico pudiese ocupar escaño alguno. Además, hasta finales del siglo XIX permaneció la prohibición que impedía que cualquier católico pudiese estudiar en universidades británicas.